# Poudrières dans la forteresse de Niš
Les poudrières dans la forteresse de Niš (en serbe cyrillique : Барутане у Нишкој тврђави ; en serbe latin : Barutane u Niškoj tvrđavi) se trouvent à Niš, dans la municipalité de Crveni krst et dans le district de Nišava, en Serbie. Elles sont inscrites sur la liste des monuments culturels de grande importance de la république de Serbie (identifiant no SK 289).
La porte de Vidin est classée en même temps que les poudrières.

## Présentation
La forteresse de Niš conserve cinq poudrières construites par les Ottomans entre 1720 et 1723, en même temps que la forteresse elle-même. Quatre d'entre elles, de même taille, sont situées le long du mur nord et une cinquième, de dimensions plus modestes, est située dans la partie est de la forteresse.
Les poudrières de la partie nord, de plan rectangulaire, sont couvertes d'un toit à quatre pans ; l'intérieur est constitué d'un mur massif de plus d'un mètre d'épaisseur autour duquel s'étend un étroit couloir ; la salle centrale était utilisée pour stocker la poudre à canon et les munitions et le couloir environnant, doté comme la salle d'une voûte en berceau, était utilisé par les soldats en cas d'attaque. Ces soldats pouvaient défendre le bâtiment en tirant par 12 meurtrières ouvertes dans les murs. Les murs, à l'extérieur comme à l'intérieur, sont massifs et constitués en pierres concassées, avec des renforcements en grès dans les angles, sur le montant des portes et sur les linteaux. La corniche qui longe le toit est en pierres et de briques et la porte d'entrée est en bois renforcée de fer.
La poudrière du côté est, la plus petite, est divisée en deux salles ; elle est recouverte d'un toit en tuiles à pignon.
Ces poudrières sont les seuls bâtiments de ce type conservés en Serbie.

Vue des poudrières.
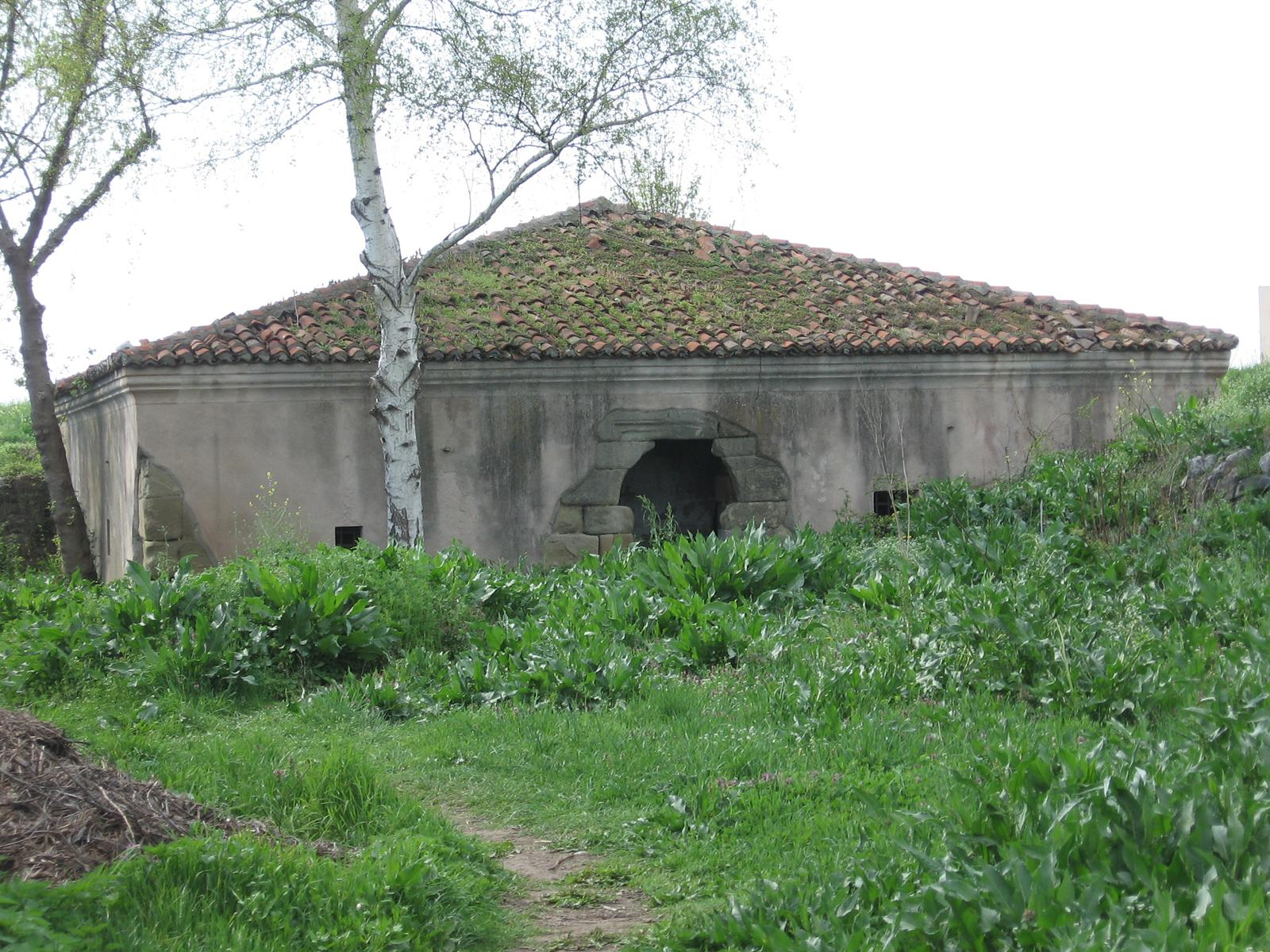
Vue d'une des grandes poudrières.
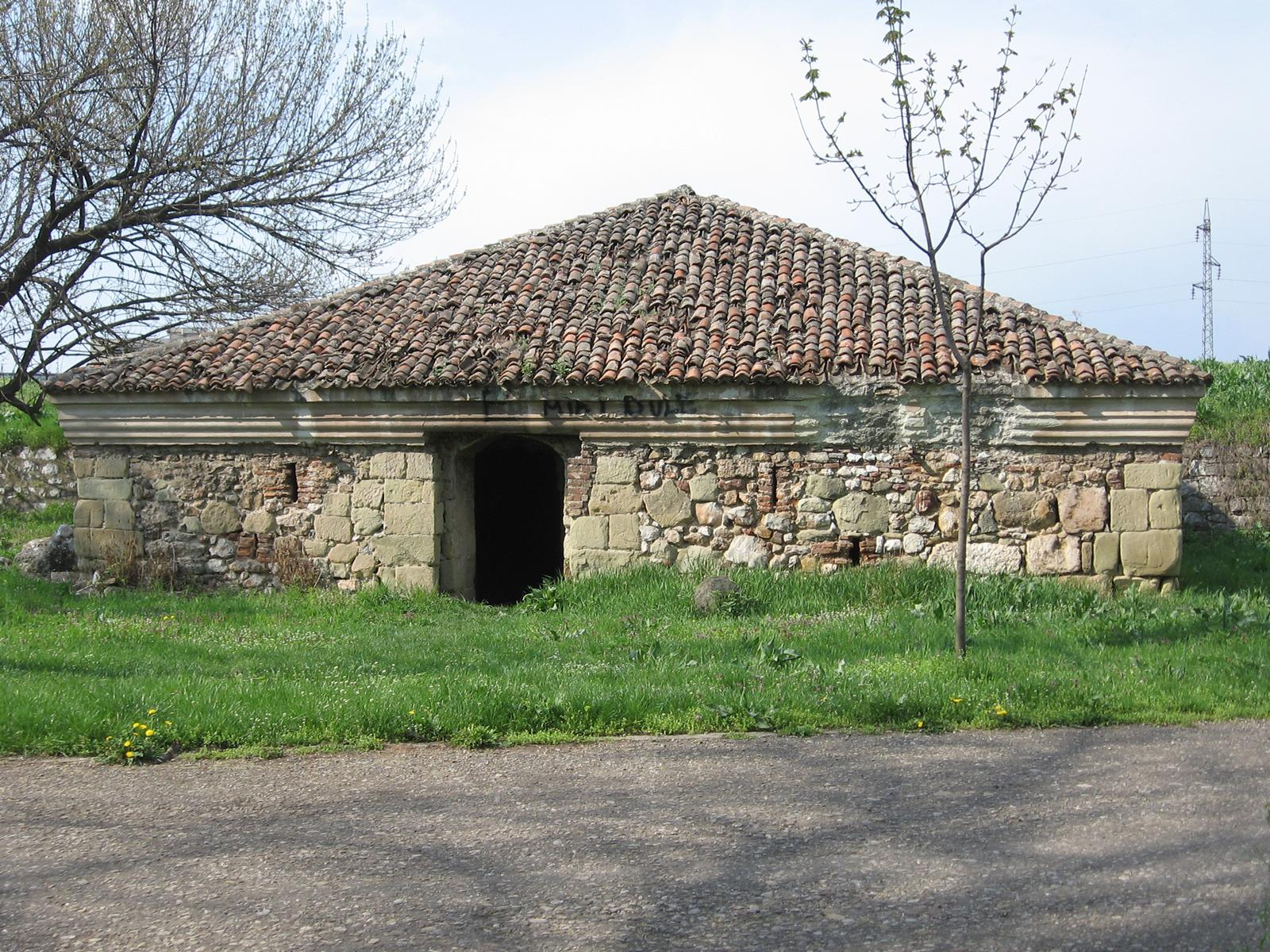
Vue d'une des grandes poudrières.
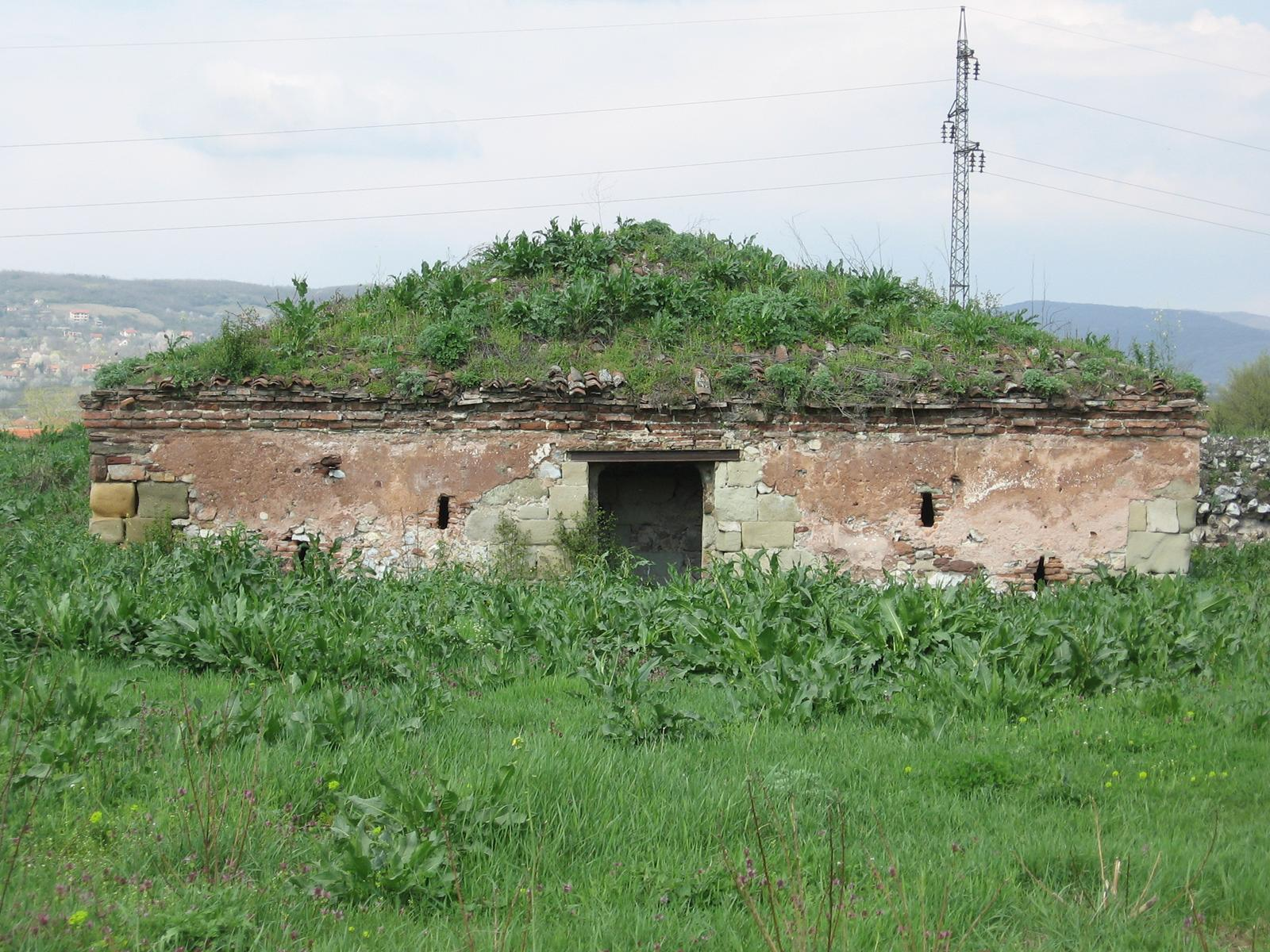
Vue d'une des grandes poudrières.
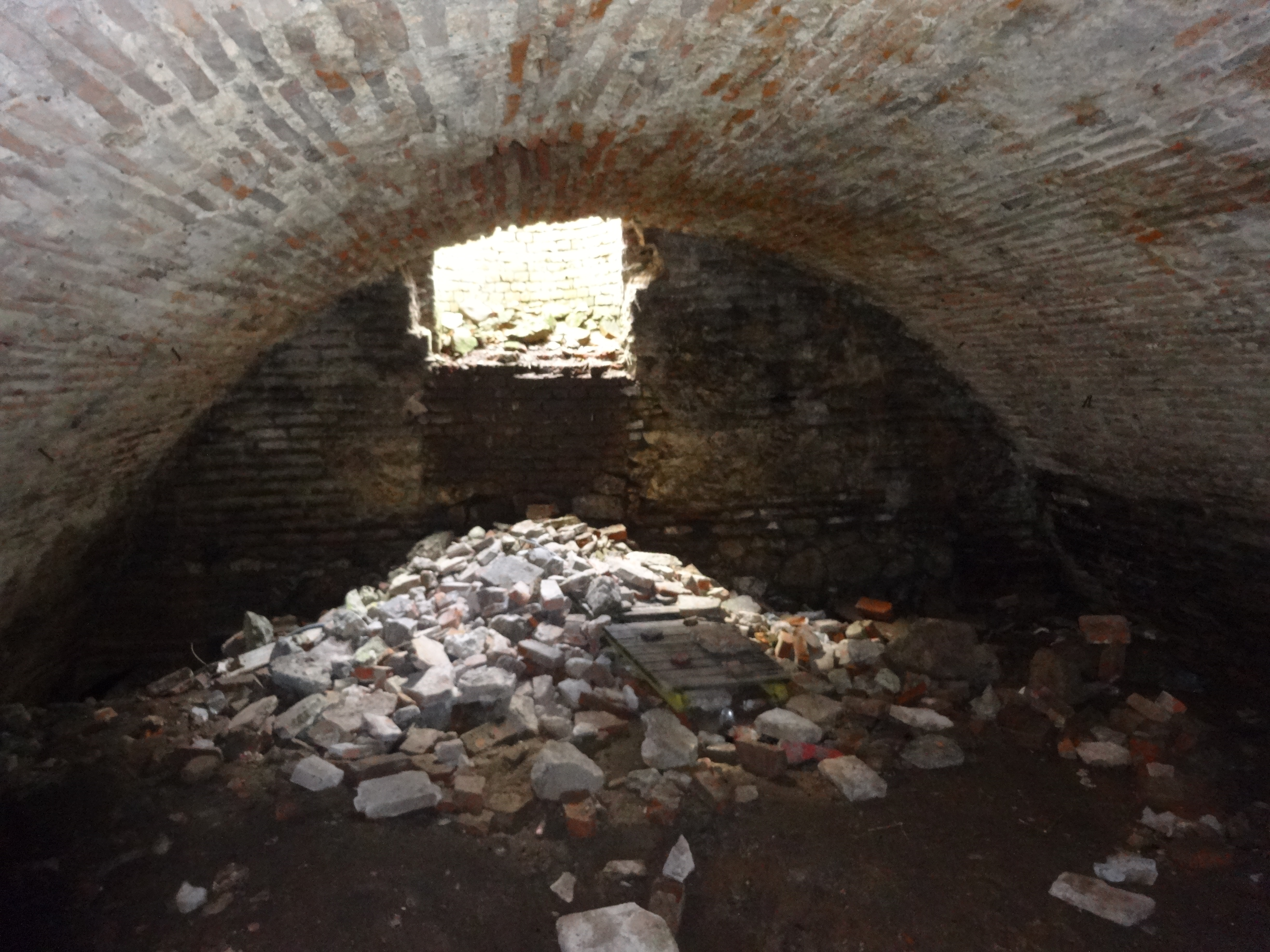
Intérieur d'une grande poudrière.
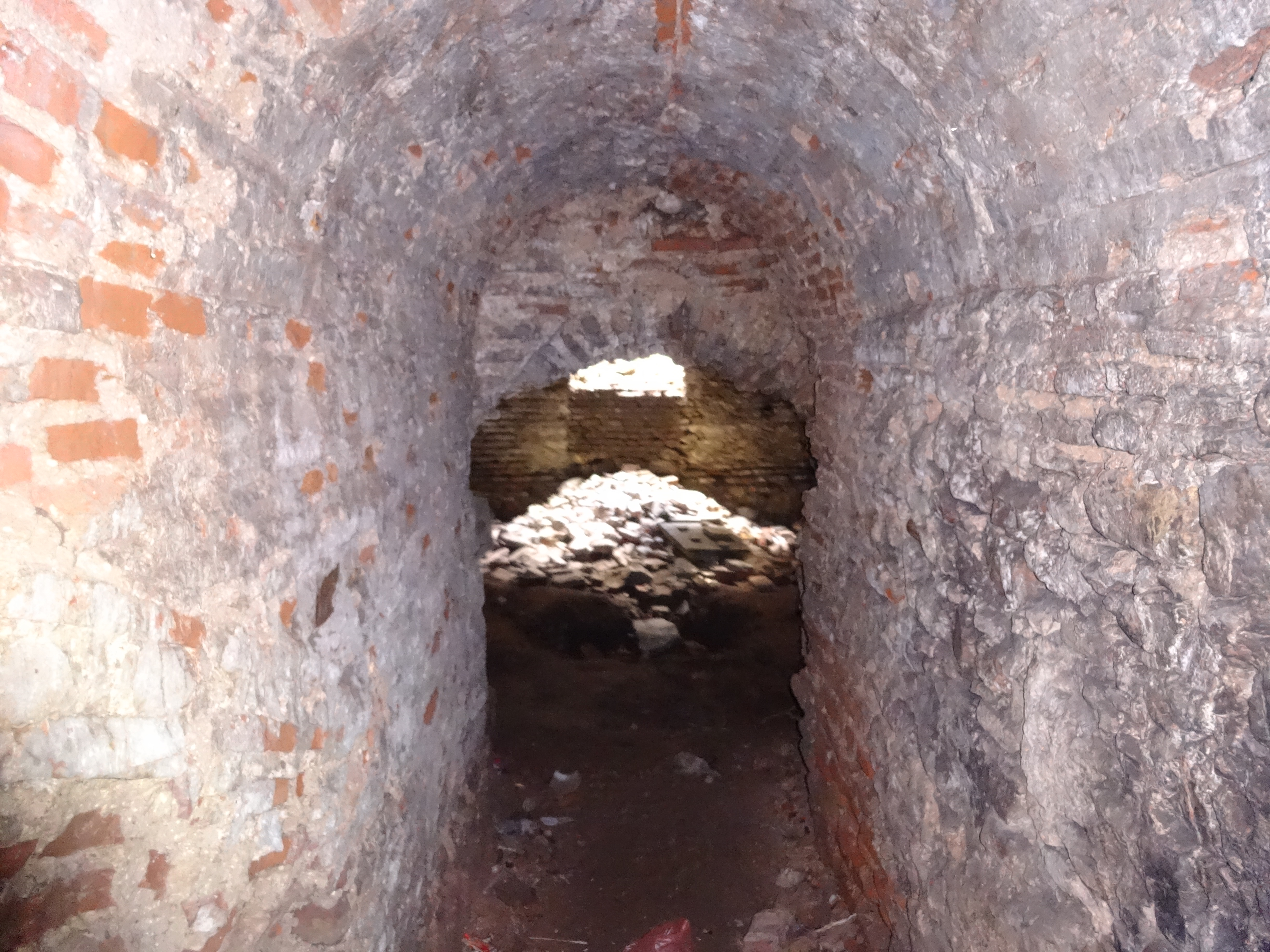
Couloir de la même grande poudrière.
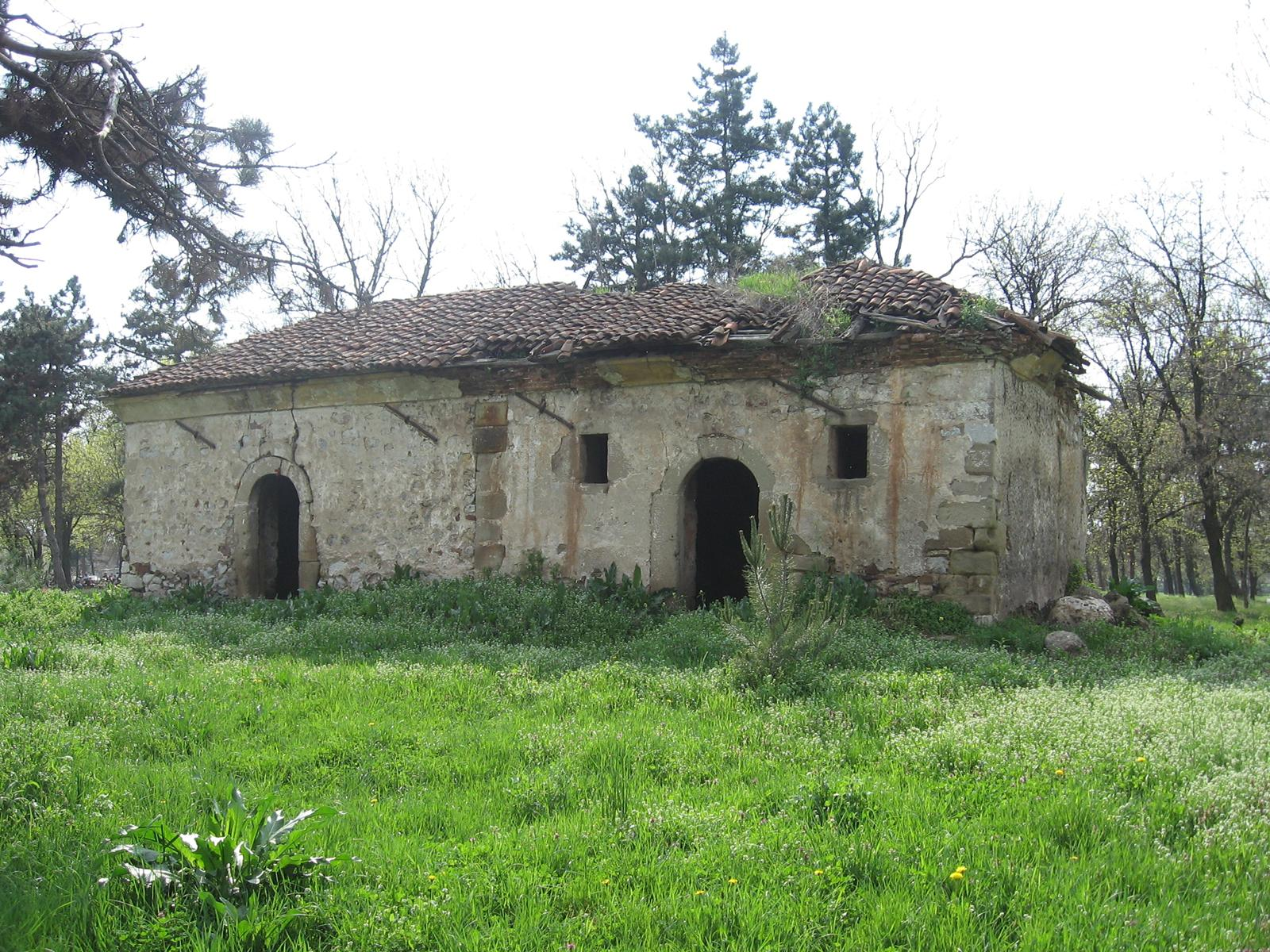
Vue de la « petite poudrière ».
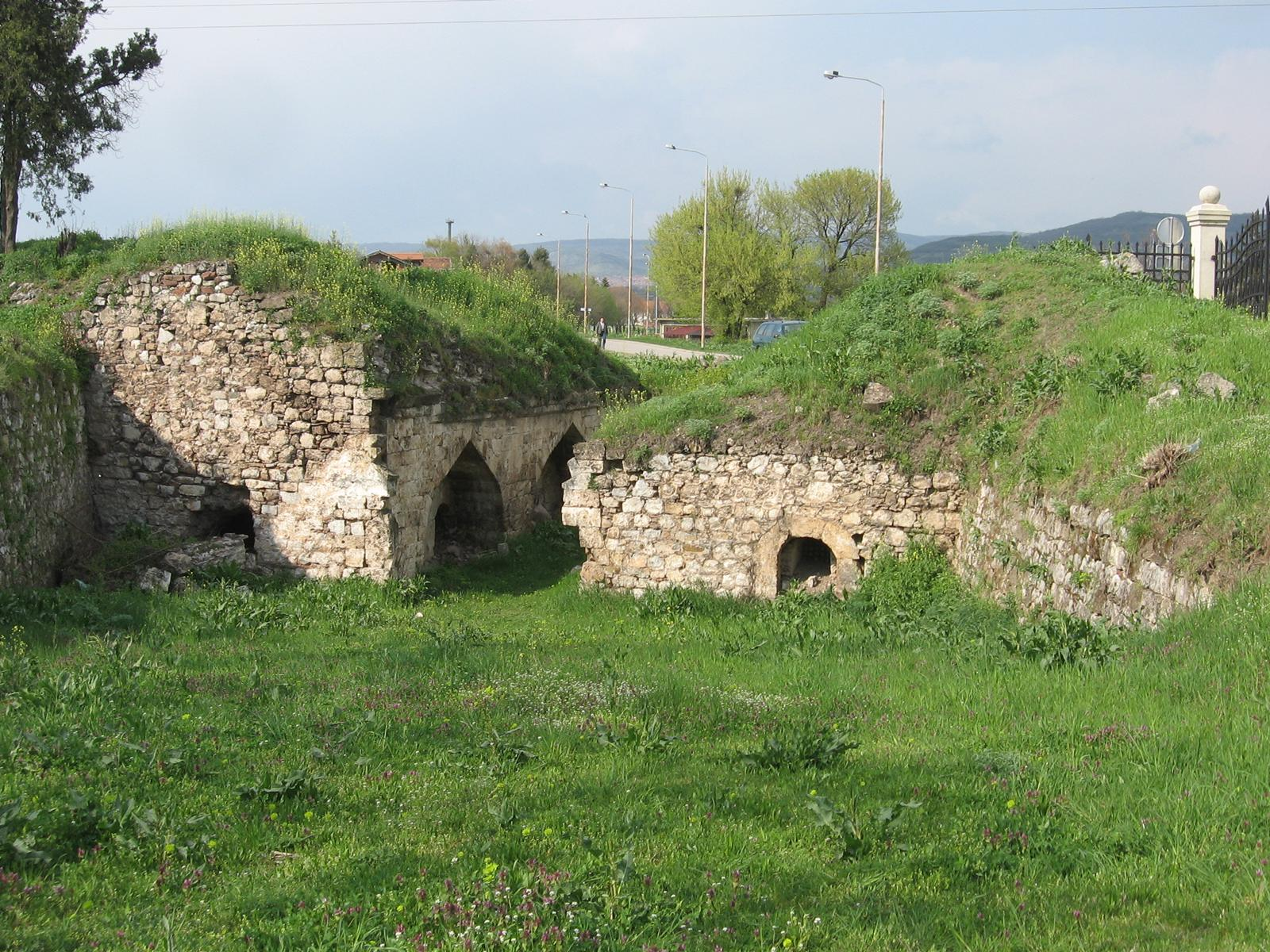
La porte de Vidin.
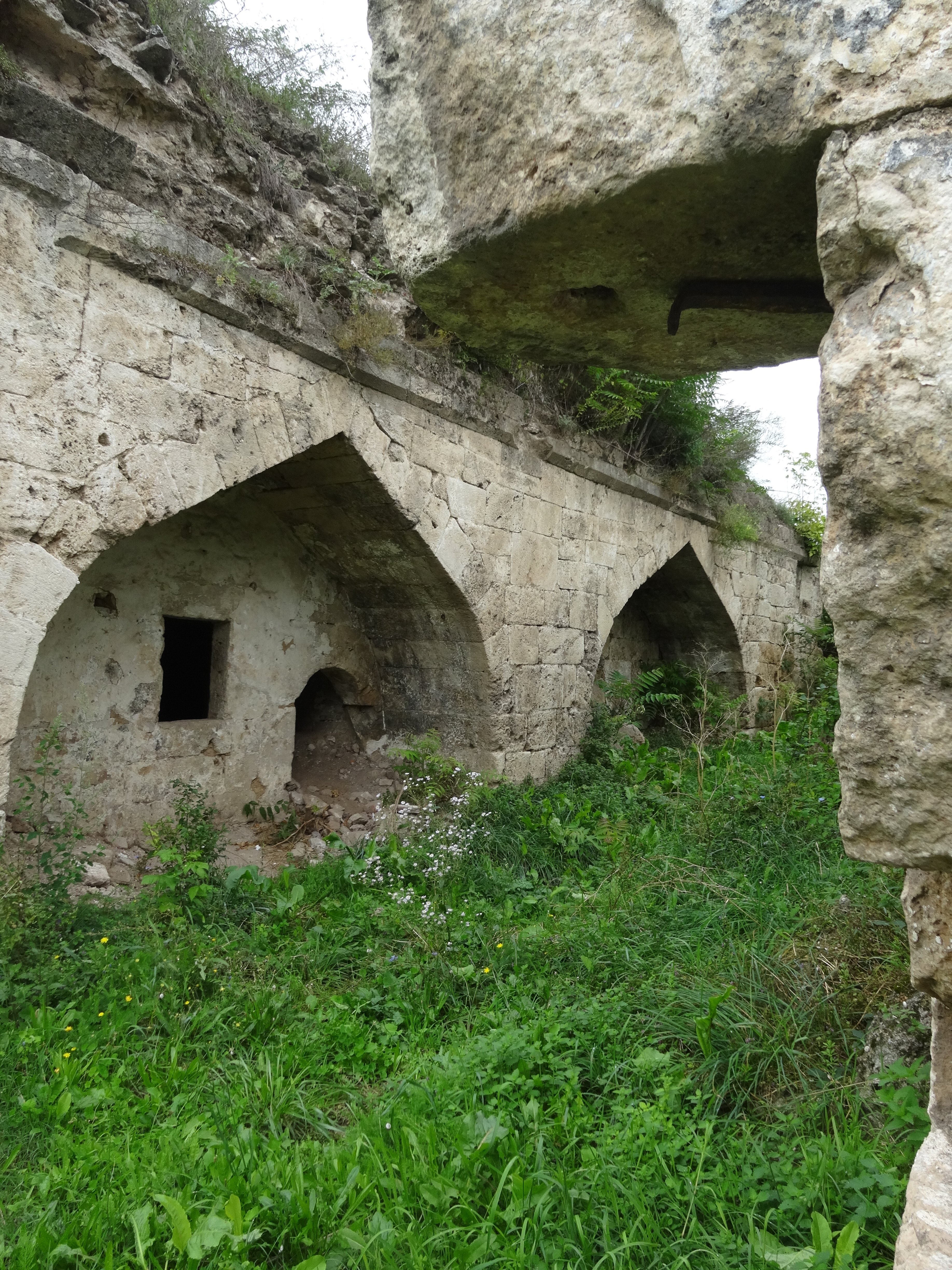
Détail de la porte de Vidin.